# Ben Chaplin
Ben Chaplin, född 31 juli 1969 i London, England, är en brittisk skådespelare.

## Filmografi (urval)
- 1998 - Den tunna röda linjen
- 2000 - Lost Souls
- 2000 - Birthday Girl
- 2002 - Iskallt mord
- 2005 - Chromophobia
- 2005 - Den nya världen
- 2007 – Vattenhästen
- 2009 - Dorian Gray (film)